# 米尔谷 (加利福尼亚州)
米尔谷（英語：Mill Valley），是美国加利福尼亚州马林县下属的一个城市。于1900年9月1日建市。城市面积约为12.3平方公里，根据2010年美国人口普查，该市有人口13,903人。